# Halucynoidy
Halucynoidy (parahalucynacje; łac. hallucinoides) - powstające bez udziału bodźców zewnętrznych wrażenia lub spostrzeżenia, które rozpoznawane są przez doznającą ich osobę jako nierzeczywiste. Innymi słowy, są one „fałszywymi” wrażeniami lub spostrzeżeniami, wobec których doświadczająca ich osoba zachowuje krytycyzm czyli rozeznanie co do ich nierzeczywistości, nieprawdziwości czy też nieautentyczności. Towarzyszące doświadczaniu halucynoidów poczucie ich nierzeczywistości odróżnia je od halucynacji, które z kolei subiektywnie odbierane są jako część rzeczywistości. Halucynoidami mogą być „fałszywe” wrażenia lub spostrzeżenia zarówno wzrokowe, jak i słuchowe czy czuciowe. Należą one do objawów psychopatologicznych i występują w przebiegu wielu różnych stanów chorobowych i zaburzeń, m.in. w zespole Charlesa Bonneta, w przypadkach niektórych padaczek, w aurze migrenowej, jako objaw guzów mózgu czy też pod wpływem substancji psychoaktywnych np. psychodelików.